# Virginia Tech Hokies football
La squadra di football dei Virginia Tech Hokies rappresenta la Virginia Polytechnic Institute and State University. Gli Hokies competono nella Football Bowl Subdivision (FBS) della National Collegiate Athletics Association (NCAA) e nella Coastal Division della Atlantic Coast Conference. La squadra è allenata da Brent Pry. Gioca le sue gare interne al Lane Stadium di Blacksburg, Virginia e le sue rivalità principali sono con i Virginia Cavaliers, i West Virginia Mountaineers, i Miami Hurricanes, i Georgia Tech Yellow Jackets, i Boston College Eagles  e i VMI Keydets.
A partire dal 1892, gli Hokies hanno vinto oltre 700 partite e si sono qualificati a 33 bowl di fine stagione, inclusa la finale di campionato del 1999. Gli Hokies sono al 23º posto tra tutte le squadre della Division I per vittorie. Il programma ha avuto una striscia di 27 qualificazioni ai bowl consecutive, a partire dall’Independence Bowl 1993 fino al Belk Bowl 2019. Tale striscia è la quarta più lunga della storia del college football. La squadra ha vinto anche 11 titoli di conference (3 South Atlantic, 1 Southern, 3 Big East e 4 ACC e ha avuto tra le proprie file otto Consensus All-American.

## Conference di appartenenza
Virginia Tech è stata sia indipendente che membro di diverse conference durante la sua storia:
- Independente (1892–1897)
- Southern Intercollegiate Athletic Association (1898)
- Independent (1899–1911)
- South Atlantic Intercollegiate Athletic Association (1912–1921)
- Southern Conference (1922–1964)
- Independente (1965–1990)
- Big East (1991–2003)
- ACC (2004–presente)

## Numeri ritirati
Nel 2002 il dipartimento atletico di Virginia Tech ha introdotto una nuova politica sul ritiro delle maglie. Questo onore viene attribuito a chi ha vinto uno dei maggiori premi nazionali. Gli Hokies hanno ritirato cinque numeri.
- 10 Frank Loria, S
- 25 Frank Beamer, CB
- 73 Jim Pyne, C
- 78 Bruce Smith, DT
- 84 Carroll Dale, E

Inoltre, Virginia Tech ha ritirato quattro maglie. Questi numeri possono essere indossati normalmente da qualsiasi giocatore.
- 7 Michael Vick, QB
- 56 Corey Moore, DE
- 58 Cornell Brown, LB
- 64 Jake Grove, C